# Erez Markovich
Erez Markovich (hebräisch ארז מרקוביץ; * 10. Juli 1978 in Eilat, Israel) ist ein ehemaliger israelischer Basketballspieler.

## Karriere
Markovich spielte Basketball für Paris Basket Racing in der französischen Pro-A-Liga und in der israelischen Premier League für Maccabi Rishon LeZion, Maccabi Ramat Gan, Elitzur Ashkelon, Maccabi Ironi Nahariya und Hapoel Jerusalem. Markovich nahm am israelischen Basketball-All-Star-Game 2003 und am FIBA EuroCup All-Star-Day 2005 teil. Der 2,08 Meter große Spieler trat mit seinen Vereinsmannschaften auch in Europapokalwettbewerben (EuroChallenge, FIBA Europe League, Korać-Cup) an.
Markovich spielte außerdem für die israelische Basketballnationalmannschaft. Er nahm an der U22-Europameisterschaft 1996 und mit der A-Nationalmannschaft an den Europameisterschaften 2003, 2005 und 2007 teil.